# Liste des accidents ferroviaires en France en 1936
Pour des articles plus généraux, voir Liste des accidents ferroviaires en France, Liste des accidents ferroviaires en France au XXe siècle et Liste des accidents ferroviaires en France dans les années 1930.
La liste des accidents ferroviaires en France en 1936, est une liste non exhaustive, chronologique par mois.

## Mars
- 12 mars 1936 - En Côte d'Or, sur la ligne du tramway d'Arnay-le-Duc à Beaune, un convoi chargé de gravillons s'emballe dans la dangereuse descente vers Mavilly-Mandelot. Le mécanicien, le chauffeur et le chef de train sont tués[1].Il faut noter qu'en 1891 un grave accident s'était déjà produit au même endroit lors de la construction de la ligne[2].

## Mai
- 16 mai 1936 - En gare de Laroche-Migennes, vers minuit, le rapide Paris-Rome prend une aiguille en pointe à une vitesse excessive et déraille. Sur la locomotive couchée, le chauffeur et le mécanicien sont tués. Dans les voitures, aucun voyageur n'est blessé[3].

## Juin
- 22 juin 1936 - À une heure, sur la ligne Caen-Paris, près de la gare de Bernay, un garde barrière croit pouvoir rouvrir le passage à niveau de Boucheville, fermé avant l'arrivée d'un train de marchandises venant de Caen, pour laisser le passage à deux autocars d'excursionnistes de retour de Cabourg. Le second est percuté à 80 km/h par le train, en avance de deux minutes sur son horaire. Sept des vingt-six passagers sont tués sur le coup, douze, dont un décèdera par la suite, sont grièvement blessés[4].

- 25 juin 1936 - Sur la ligne d'Esvres au Grand-Pressigny du réseau des Chemins de fer départementaux d'Indre-et-Loire, vers 8 heures, à un passage à niveau non gardé, un train allant de Ligueil à Esvres percute une camionnette des PTT transportant six personnes. Une est tuée, quatre sont grièvement blessées[5].

## Juillet
- 1er juillet 1936 - Sur le chemin de fer industriel à voie normale de la société de Dietrich, allant de Bannstein (ligne Bitche-Haguenau) à son usine de Mouterhouse[6], vers 20 heures, une locomotive haut-le-pied percute un autorail transportant du personnel. Celui-ci prend feu, son conducteur est tué, plusieurs passagers sont grièvement blessés[7].
- 6 juillet 1936 - Sur la ligne Angers-Nantes, à un passage à niveau situé près de la gare de Varades, vers 5 heures 30, l'express Lyon-Le Croisic broie un camion auquel le garde barrière avait laissé le passage sur demande de son conducteur. Celui-ci est tué[8].

## Août
- 17 août 1936 - À 14 heures 30, sur la ligne Paris-Nevers, l'express Paris-Saint-Étienne déraille peu avant la gare de Bourron-Marlotte. Dans son fourgon renversé, le conducteur[a] du train est tué. Une dizaine de voyageurs sont blessés, dont des enfants d'une colonie de vacances[9].

## Septembre
- 8 septembre 1936 - À Macquigny (Aisne), sur un passage à niveau non gardé de la ligne d'intérêt local de Saint-Quentin à Guise exploitée par la Compagnie des chemins de fer secondaires du Nord-Est, vers huit heures, un autorail percute une automobile qui prend feu, tuant ses trois occupants[10].
- 21 septembre 1936 - Sur la ligne du Pas-des-Lanciers à Martigues de la Régie départementale des Transports des Bouches-du-Rhône, à Châteauneuf-les-Martigues, vers 19 heures, au passage à niveau non gardé du Talan, un convoi de desserte de la raffinerie de La Mède percute un autocar allant de Port-de-Bouc à Marseille, tuant sept et blessant grièvement vingt de ses quarante passagers[11].
- 22 septembre 1936 - Sur la ligne électrifiée Bayonne-Toulouse, quelques kilomètres après Lourdes, à 14 heures, l'express Bayonne-Avignon, circulant au ralenti à cause d'une avarie de motrice, est percuté par l'omnibus qui le suit, autorisé par erreur à quitter la gare de Lourdes à la suite d'une confusion entre deux appels téléphoniques. Des dernières voitures du train tamponné on tirera 16 morts et une trentaine de blessés[12].

## Octobre
- 20 octobre 1936 - En Haute-Marne, sur la ligne Paris-Belfort, entre Chaumont et Langres, à Foulain, le rapide Calais-Bâle percute à vitesse réduite le rapide Paris-Bâle, arrêté en pleine voie à la suite d'une panne. Le choc fera deux morts, un voyageur et le mécanicien du train tamponné effectuant une réparation sous sa machine, et cinq blessés[13].

## Décembre
- 2 décembre 1936 - Sur la ligne Paris-Strasbourg, à 18 heures 30, l'express Strasbourg-Paris percute un camion sur le passage à niveau proche de la gare de Vitry-le-François. Des cinq occupants du camion, trois seront tués, un blessé, et un indemne[14].